# Südlicher Schweinsaffe
Der Südliche Schweinsaffe (Macaca nemestrina) ist eine Primatenart aus der Gattung der Makaken innerhalb der Familie der Meerkatzenverwandten (Cercopithecidae). Früher wurde er mit dem Nördlichen Schweinsaffen zu einer Art zusammengefasst.

## Beschreibung
Südliche Schweinsaffen verdanken ihren Namen dem schweineartigen Schwanz. Ihr Fell ist kurz und an der Oberseite olivbraun oder gräulich gefärbt, die Unterseite ist weißlich. Am Kopf haben sie an der Oberseite eine dunkle Kappe, die Backen- und Barthaare können weiß gefärbt sein. Ihr haarloses Gesicht ist dunkelrosa. 
Sie erreichen eine Kopfrumpflänge von 43 bis 77 Zentimetern und ein Gewicht von 5 bis 14 Kilogramm und zählen somit zu den größeren Makakenarten. Wie bei den meisten Tieren ihrer Gattung werden die Männchen rund ein Drittel größer als die Weibchen. Den kurzen, rund 15 bis 25 Zentimeter langen Schwanz tragen sie nach vorne geringelt.

## Verbreitung und Lebensweise

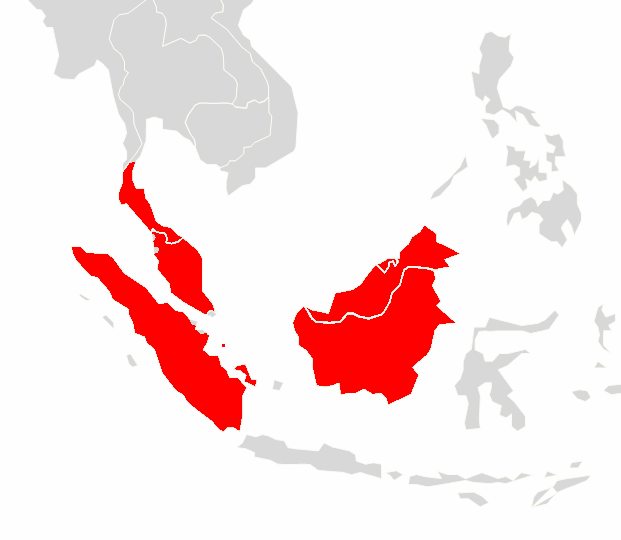
Verbreitungsgebiet laut IUCN

Südliche Schweinsaffen leben in Südostasien, ihr Verbreitungsgebiet umfasst die Malaiischen Halbinsel, Sumatra und Borneo. Sie sind tagaktive Waldbewohner, die sowohl im tropischen Regenwald als auch in anderen tiefgelegenen Wäldern vorkommen. Sie suchen in erster Linie am Boden nach Nahrung, ziehen sich jedoch bei Gefahr und zur Nachtruhe in die Bäume zurück. 
Sie sind leiser als andere Affen, möglicherweise um am Waldboden Aufmerksamkeit zu vermeiden. Wie alle Makaken leben sie in Gruppen zusammen, die aus wesentlich mehr Weibchen als Männchen bestehen. Männliche Tiere müssen beim Erreichen der Geschlechtsreife ihre Gruppe verlassen und bilden manchmal kurzlebige reine Männchengruppen. Innerhalb der Gruppen herrscht eine ausgeprägte Hierarchie, höhergestellte Tiere genießen generell Vorzüge bei der Nahrungsaufnahme und bei der gegenseitigen Fellpflege. Ein dominantes Alpha-Männchen führt die Gruppe an.

## Ernährung
Südliche Schweinsaffen ernähren sich in erster Linie von Früchten. Zusätzlich nehmen sie anderes Pflanzenmaterial wie Blätter, Nüsse, Pilze, aber auch Insekten und kleine Wirbeltiere zu sich. In Malaysia stellte man fest, dass die Affen gezielt Palmölplantagen aufsuchten, um Ratten zu fangen. Jede große Horde der Südlichen Schweinsaffen fängt und verzehrt über 3000 Ratten pro Jahr.

## Fortpflanzung

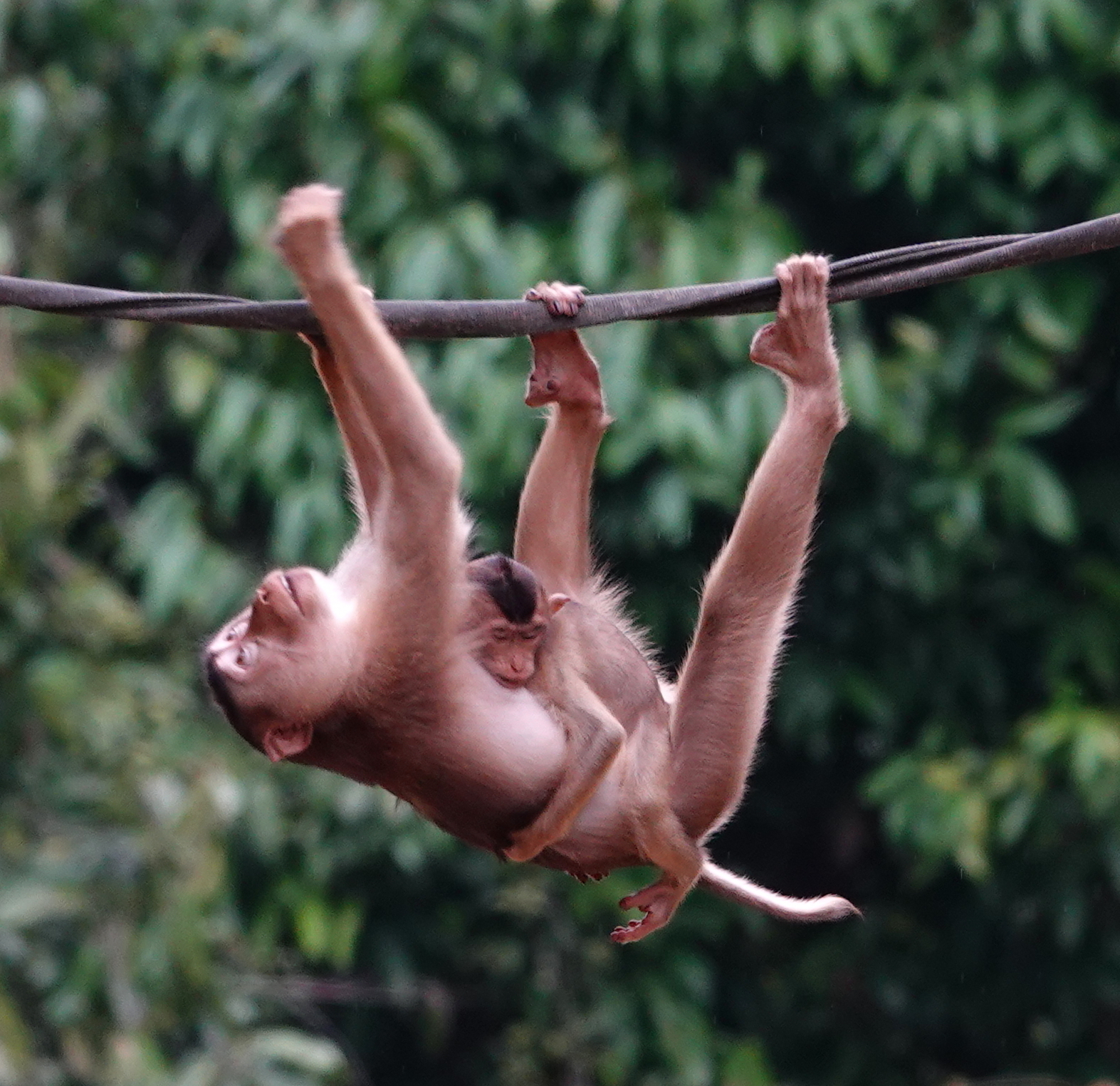
Weibchen mit klammerndem Nachwuchs

Die Männchen paaren sich mit so vielen Weibchen aus der Gruppe wie möglich, die Empfängnisbereitschaft des Weibchens wird durch eine starke Regelschwellung angezeigt. Nach einer rund sechsmonatigen Tragzeit kommt meist ein einzelnes Jungtier zur Welt. Jungtiere klammern sich nach der Geburt an den Bauch der Mutter und sind mit rund einem Jahr entwöhnt. Die Geschlechtsreife erreichen sie mit drei bis vier Jahren. Die Lebenserwartung der Schweinsaffen beträgt über 20 Jahre, in Menschenobhut bis zu 30 Jahre.

## Schweinsaffen und Menschen

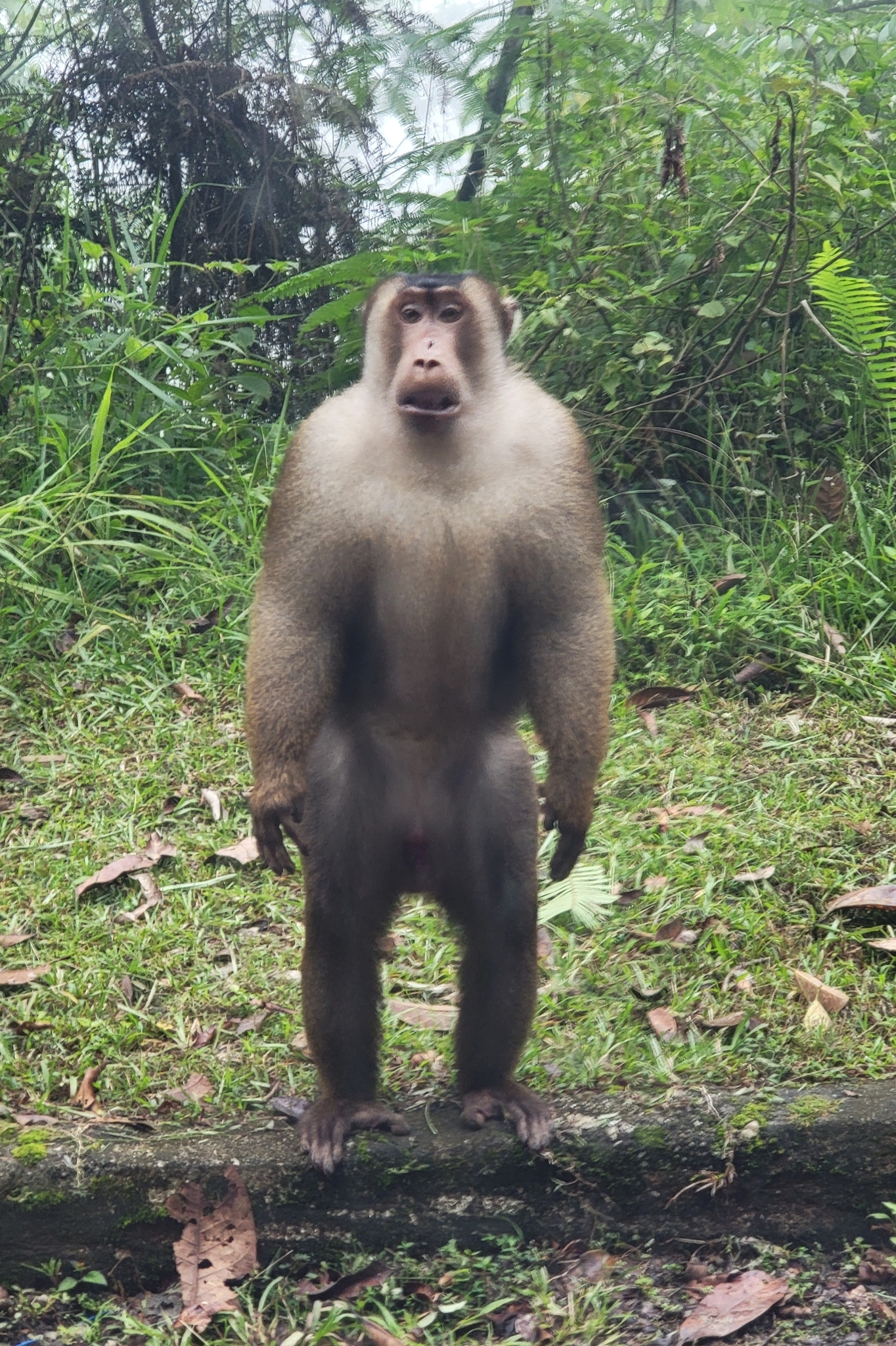
Macaca nemestrina aufrecht stehend

Schweinsaffen werden zum Teil als Labor- und Forschungstiere verwendet, allerdings im geringeren Ausmaß als die verwandten Rhesus- und Javaneraffen. Im Zuge der Raumfahrt wurden in den 1960ern mehrere dieser Tiere in den Weltraum geschossen. 
Im südlichen Thailand werden (angeblich zugelaufene) Jungtiere zu sogenannten Pflückaffen ausgebildet und bei der Kokosnuss-Ernte als Arbeitskräfte eingesetzt. Die Bejagung und die Zerstörung ihres Lebensraumes stellen heute die Hauptbedrohung der Südlichen Schweinsaffen dar, sodass sie von der IUCN als gefährdet (vulnerable) gelistet werden.

## Belege
1. ↑  Anna Holzner, Nadine Ruppert, Filip Swat, Antje Engelhardt, Hjalmar Kühl, Anja Widdig: Macaques can contribute to greener practices in oil palm plantations when used as biological pest control. Current Biology,  Volume 29, Issue 20, PR1066-R1067, Oktober 2019, DOI: 10.1016/j.cub.2019.09.011